# ハミルトン (オンタリオ州)

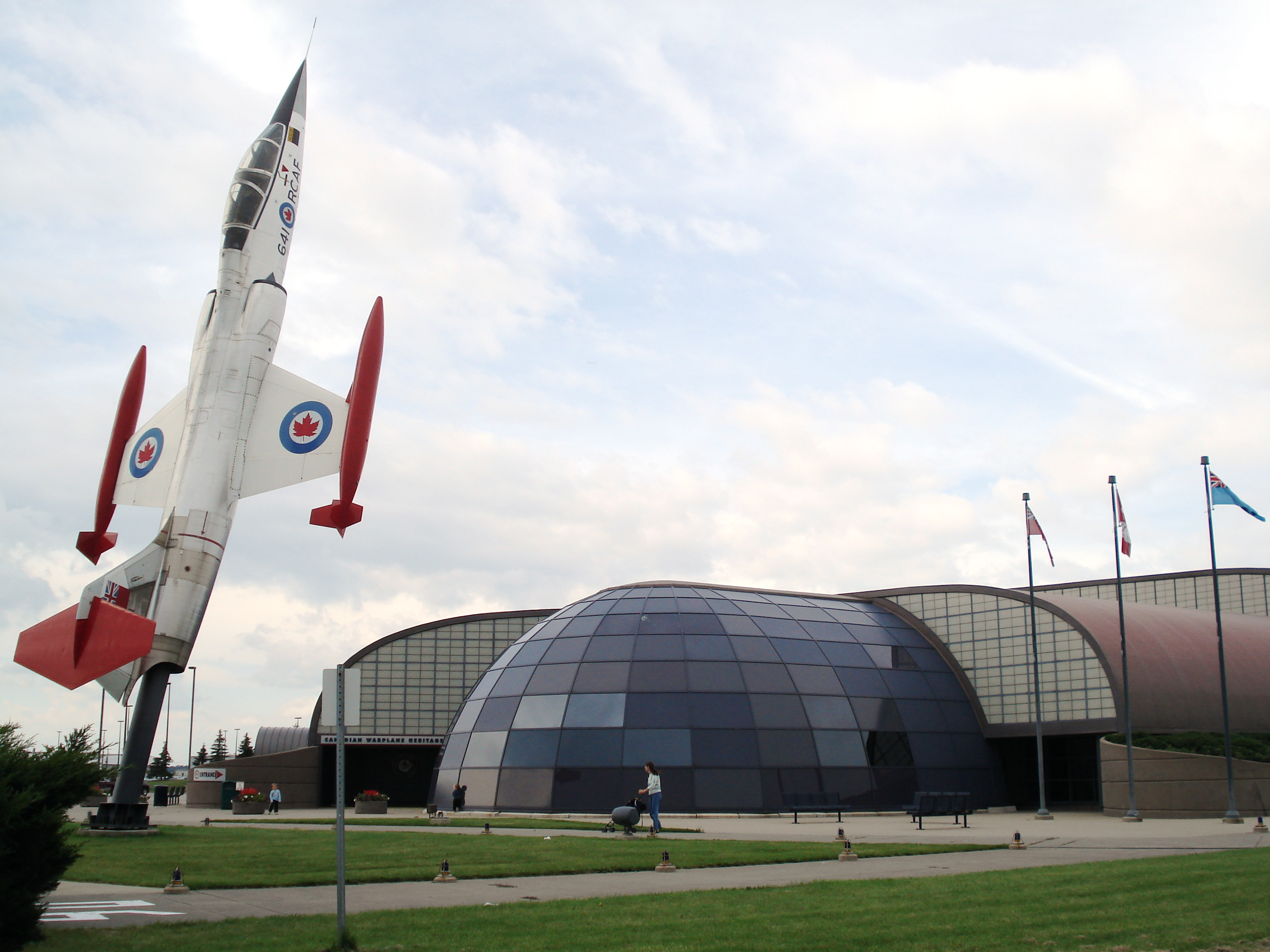
カナダ軍用機歴史博物館

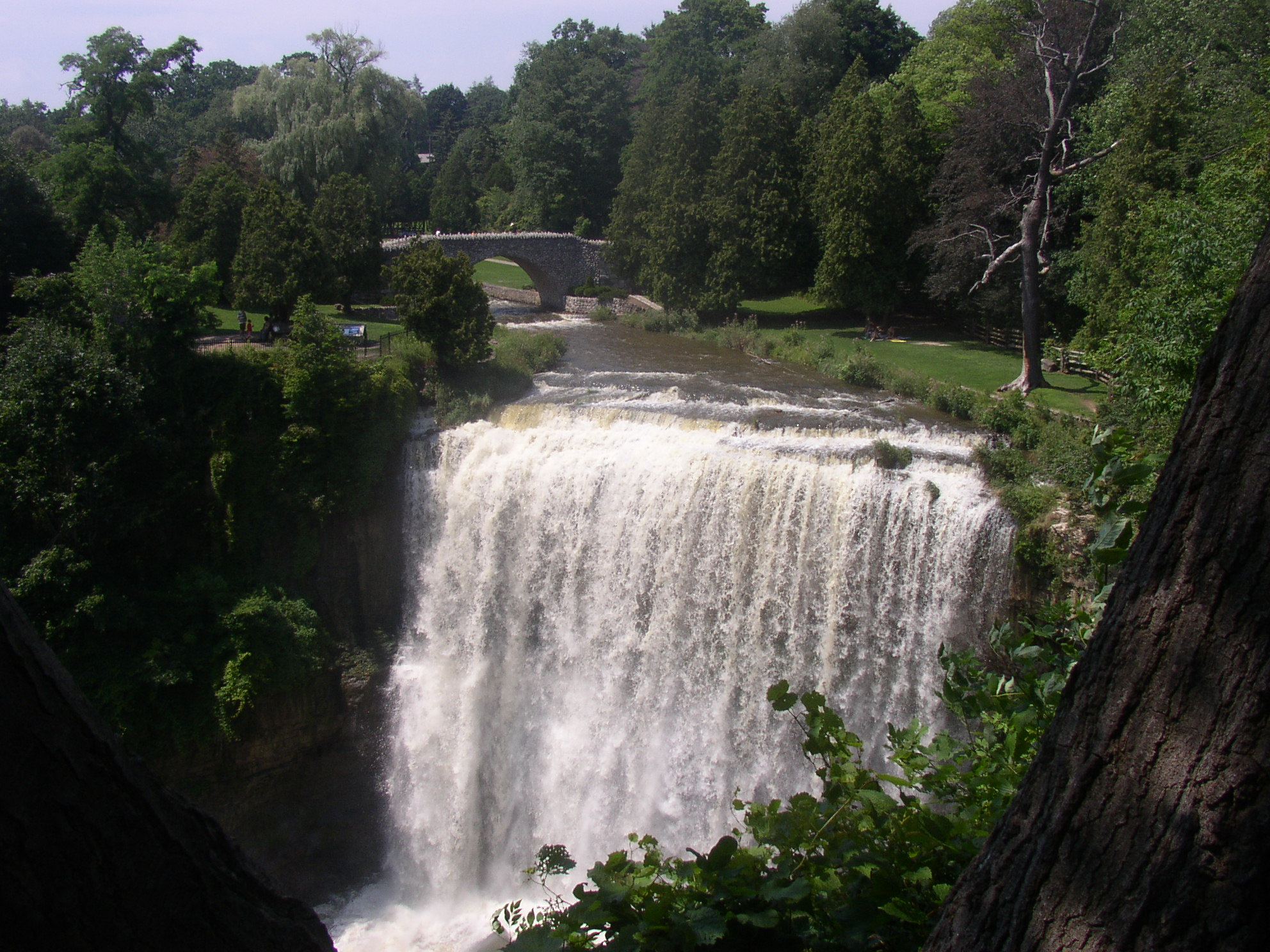
ウェブスター滝

ハミルトン（英: City of Hamilton）は、カナダのオンタリオ州西部、トロントとナイアガラの滝の中間に位置する都市。人口は56万9353人（2021年）。オンタリオ州の地方行政区のひとつを構成しており、単一層自治体に位置づけられている。

## 概要
地理的な重要性から重工業が発達し「製鉄の街（Steel City）」として知られている。ステルコ（Stelco）やドファスコ（Dofasco）などの大手鉄鋼メーカーが本社を構える。
ナイアガラ断層が街の近くを走っており、1999年にジェリー・ロートン（Jerry Lawton）によって少なくとも78もの滝があることがわかった。世界でもこれだけの滝がひとつのエリアに集中している例はほかになく「滝の街（The City of Waterfalls）」の名のもと、新たな観光地となる可能性を秘めている。
カナダの文化やアイデンティティを象徴するとも言われるティム・ホートンズの発祥地としても知られ、今でも1号店は当時の場所で営業を続けている。
ほか、街にはカナダ軍用機遺産博物館（Canadian Warplane Heritage Museum）やマックマスター大学（McMaster University）、ロイヤル・ボタニカル・ガーデンズ（Royal Botanical Gardens）、カナディアン・フットボールの殿堂（Canadian Football Hall of Fame.）などがよく知られている。

## 歴史
主要記事：History of Hamilton
アメリカ独立戦争の後、ジョージ・ハミルトン（George Hamilton）の手によって1846年に市政がスタートする。
2001年の地方自治体改革で、ハミルトン・ウェントワース地域（Regional Municipality of Hamilton-Wentworth）が改組され、単一層自治体のハミルトン市（City of Hamilton）となった。

## 交通
- トロントからはGOトランジットのレイクショア・ウェスト線による通勤列車が運行されている。

### 空港
- ハミルトン国際空港（John C. Munro Hamilton International Airport）

ハミルトン市にある国際空港。IATA空港コードはYHMである。コストが安く抑えられることからトロント・ピアソン国際空港の代替空港としての位置づけもある。

### 公共交通機関
- ハミルトン・ストリート・レイルウェイ（Hamilton Street Railway、HSR） - 社名にあるようにかつては路面電車を運営していたが、現在はバスに置き換わっている。

※2011年にLRTの整備計画が発表されたが、2019年12月にオンタリオ州政府が費用の大幅な膨張を理由に計画の中止を発表した。

## 観光
- ハミルトン美術館（Art Gallery of Hamilton）
- 戦場史跡博物館（Battlefield House Museum & Park）：米英戦争ストーニー・クリークの戦いの戦跡
- カナディアンフットボール博物館（Canadian Football Hall of Fame & Museum）：カナディアンフットボールの殿堂及び博物館
- カナダ軍用機歴史博物館（Canadian Warplane Heritage Museum）：ハミルトン・ジョン・C・マンロ国際空港敷地内にある
- ホワイトハーン旧邸及び庭園（Whitehern Historic House and Garden）
- ダンダーン国定史跡（Dundurn National Historic Site）：カナダ植民地初代共同首相アラン・マクナブの邸宅ダンダーン城を含む
- ハミルトン蒸気機関博物館（Hamilton Museum of Steam & Technology）：カナダにおける産業革命史の博物館
- グリフィンの館（Griffin House）：現存する地下鉄道の史跡
- 駆逐艦ハイダ（HMCS Haida National Historic Site）：現存する唯一のトライバル級駆逐艦。

## 教育
- マックマスター大学では18,238名がフルタイムで、3,836名がパートタイムで学んでいる（2006統計）。

## 姉妹都市
- シャウィニガン （カナダ・ケベック州） - 1958
- マンガロール （インド・カルナータカ州） - 1968
- 福山市 （日本・広島県） - 1976
- ラカルムート （イタリア・シチリア州） - 1986
- 馬鞍山市 （中国・安徽省） - 1987
- フリント （アメリカ・ミシガン州） - 1987
- ヴァッレ・ペリーニャ（Valle Peligna）地域 （スルモーナなど）、イタリア・アブルッツォ州） - 1990
- サラソータ、（アメリカ・フロリダ州） - 1991
- モンテレイ （メキシコ・ヌエボ・レオン州） - 1993
- レフュジー・コーブ （Refuge Cove、カナダ・ブリティッシュコロンビア州） - 2006

その他の都市関係
- ポルト・アレグレ（ブラジル・リオグランデ・ド・スル州） - 2007